# نورث سولت ليك
نورث سولت ليك (يوتا) (بالإنجليزية: North Salt Lake, Utah)‏ هي مدينة تقع في الولايات المتحدة في مقاطعة دافيز. يقدر عدد سكانها بـ 16,717 نسمة ومساحتها 21.4 كم2 وترتفع عن سطح البحر 1,321 متر.

## التركيبة السكانية
حدّد مكتب تعداد الولايات المتحدة بيانات التركيبة السكانية لنورث سولت ليك في تعداد الولايات المتحدة. في ما يلي، التركيبة السكانية حسب تعدادي 2000 و2010.

### تعداد عام 2000
بلغ عدد سكان نورث سولت ليك 8,749 نسمة بحسب تعداد عام 2000، وبلغ عدد الأسر 2,874 أسرة وعدد العائلات 2,252 عائلة مقيمة في المدينة. في حين سجلت الكثافة السكانية 397 نسمة لكل كيلومتر مربع (1,028.2/ميل2). وبلغ عدد الوحدات السكنية 3,022 وحدة بمتوسط كثافة قدره 137.1 لكل كيلومتر مربع (355.1/ميل2).
وتوزع التركيب العرقي للمدينة بنسبة 92.60% من البيض و0.31% من الأمريكيين الأفارقة و1.01% من الأمريكيين الأصليين و1.50% من الأمريكيين ذوي الأصول الآسيوية و0.42% من سكان جزر المحيط الهادئ و2.40% من الأعراق الأخرى و1.76% من عرقين مختلطين أو أكثر و6.36% من الهسبانيون أو اللاتينيون من أي عرق.
بلغ عدد الأسر 2,874 أسرة كانت نسبة 45.8% منها لديها أطفال تحت سن الثامنة عشر تعيش معهم، وبلغت نسبة الأزواج القاطنين مع بعضهم البعض 64.3% من أصل المجموع الكلي للأسر، ونسبة 9.4% من الأسر كان لديها معيلات من الإناث دون وجود شريك، بينما كانت نسبة 4.6% من الأسر لديها معيلون من الذكور دون وجود شريكة وكانت نسبة 21.6% من غير العائلات. تألفت نسبة 16.7% من أصل جميع الأسر من عدة أفراد يعيشون في نفس المنزل ونسبة 5.4% كانت تتألف من شخص يعيش بمفرده يبلغ من العمر 65 عاماً أو أكثر. وبلغ متوسط حجم الأسرة المعيشية 3.04، أما متوسط حجم العائلات فبلغ 3.46.
بلغ العمر الوسطي للسكان 28.0 عاماً. وكانت نسبة 31.9% من القاطنين تحت سن الثامنة عشر، وكانت نسبة 13% بين الثامنة عشر والرابعة والعشرين عاماً، ونسبة 29.2% كانت واقعةً في الفئة العمرية ما بين الخامسة والعشرين والرابعة والأربعين عاماً، ونسبة 18.1% كانت ما بين الخامسة والأربعين والرابعة والستين، ونسبة 7.7% كانت ضمن فئة الخامسة والستين عاماً فما فوق. يوجد لكل 100 أنثى 102.1 ذكر، ويوجد لكل 100 أنثى في الثامنة عشر من عمرها فما فوق 99.4 ذكر.
بلغ متوسط دخل الأسرة في المدينة 47,052 دولارًا، أما متوسط دخل العائلة فبلغ 52,485 دولارًا. وكان متوسط دخل الذكور 40,101 دولارًا مقابل 26,223 دولارًا للإناث. وسجل دخل الفرد الخاص بالمدينة 21,544 دولارًا. وكانت نسبة 3% من العائلات ونسبة 3.3% من السكان تحت خط الفقر، وكان من هؤلاء نسبة 3.9% تحت سن الثامنة عشر ونسبة 2.3% في الخامسة والستين من العمر وما فوق.

### تعداد عام 2010
بلغ عدد سكان نورث سولت ليك 16,322 نسمة بحسب تعداد عام 2010، وبلغ عدد الأسر 5,353 أسرة وعدد العائلات 4,157 عائلة مقيمة في المدينة. في حين سجلت الكثافة السكانية 740.6 نسمة لكل كيلومتر مربع (1,918.1/ميل2). وبلغ عدد الوحدات السكنية 5,638 وحدة بمتوسط كثافة قدره 255.8 لكل كيلومتر مربع (662.5/ميل2).
وتوزع التركيب العرقي للمدينة بنسبة 85.97% من البيض و0.95% من الأمريكيين الأفارقة و0.57% من الأمريكيين الأصليين و2.82% من الأمريكيين ذوي الأصول الآسيوية و1.67% من سكان جزر المحيط الهادئ و5.22% من الأعراق الأخرى و2.80% من عرقين مختلطين أو أكثر و11.49% من الهسبانيون أو اللاتينيون من أي عرق.
بلغ عدد الأسر 5,353 أسرة كانت نسبة 45.9% منها لديها أطفال تحت سن الثامنة عشر تعيش معهم، وبلغت نسبة الأزواج القاطنين مع بعضهم البعض 63.7% من أصل المجموع الكلي للأسر، ونسبة 9.5% من الأسر كان لديها معيلات من الإناث دون وجود شريك، بينما كانت نسبة 4.4% من الأسر لديها معيلون من الذكور دون وجود شريكة وكانت نسبة 22.3% من غير العائلات. تألفت نسبة 16.3% من أصل جميع الأسر من عدة أفراد يعيشون في نفس المنزل ونسبة 3.6% كانت تتألف من شخص يعيش بمفرده يبلغ من العمر 65 عاماً أو أكثر. وبلغ متوسط حجم الأسرة المعيشية 3.05، أما متوسط حجم العائلات فبلغ 3.46.
بلغ العمر الوسطي للسكان 28.8 عاماً. وكانت نسبة 32.5% من القاطنين تحت سن الثامنة عشر، وكانت نسبة 9.4% بين الثامنة عشر والرابعة والعشرين عاماً، ونسبة 33.5% كانت واقعةً في الفئة العمرية ما بين الخامسة والعشرين والرابعة والأربعين عاماً، ونسبة 18.1% كانت ما بين الخامسة والأربعين والرابعة والستين، ونسبة 6.5% كانت ضمن فئة الخامسة والستين عاماً فما فوق. وتوزع التركيب الجنسي للسكان بنسبة 50.4% ذكور و49.6% إناث.